# 1550 pr. n. št.

## Smrti
- Kamoz, zadnji faraon Sedemnajste egipččanske dinastije (* ni znano)